# Кубайчук, Юрий Алексеевич
Юрий Алексеевич Кубайчук (род. 10 марта 1953; Караганда, Казахская ССР, СССР) — казахстанский государственный и политический деятель.

## Биография
Родился 10 марта 1953 года в Караганде. Украинец.
Отец — Кубайчук Алексей Алексеевич, бригадир проходящей бригады на шахте «Майкудукская» производственного объединения «Карагандауголь», Герой Социалистического Труда.
Мать — Кубайчук Екатерина Николаевна, занималась домашним хозяйством.
В 1975 году окончил горный факультет Карагандинского государственного технического университета по специальности «Горный инженер».
В 2000 году защитил ученую степень кандидата технических наук, тема диссертации: «Разработка способов снижения пылеобразования и улучшения сортности угля при работе очистных комбайнов».

## Трудовая деятельность
С 1975 по 1993 годы — Горный мастер, главный инженер шахты «Майкудукская».
С 1993 по 1995 годы — Директор шахты «Карагандинская».
С 1995 по 1996 годы — Главный инженер Дирекции служебных зданий и сооружений Карагандинского облмаслихата.
С 1996 по 2002 годы — Генеральный директор УД «Борлы», топливно-энергетического комплекса ТОО «Корпорация „Казахмыс“».
С 2002 года — Генеральный представитель корпорации «Казахмыс» по городу Караганде и Карагандинской области.

## Выборные должности, депутатство
С 1999 по 2002 годы — Депутат Карагандинского областного маслихата.
С 2002 по 2014 годы — Депутат Сенат Парламента Республики Казахстан, от Карагандинской области, член Комитета по государственному строительству и правовой политике, член Комитета по законодательству и правовым вопросам, член Межпарламентской Ассамблеи государств-участников Содружества Независимых Государств, член группы сотрудничества с Парламентом Республики Беларусь, с Сенатом Канады, с Бундестагом Федеративной Республики Германия (с 2002).

## Награды и звания
- Орден Курмет (2007)[2]
- Орден «Содружество» (МПА, СНГ) (2010)
- Почётный гражданин Осакаровского района (2002)
- Государственные юбилейные медали
- 2001 — Медаль «10 лет независимости Республики Казахстан»
- 2005 — Медаль «10 лет Конституции Республики Казахстан»
- 2006 — Медаль «10 лет Парламенту Республики Казахстан»
- 2008 — Медаль «10 лет Астане»
- 2011 — Медаль «20 лет независимости Республики Казахстан»